# Finspånga läns härad

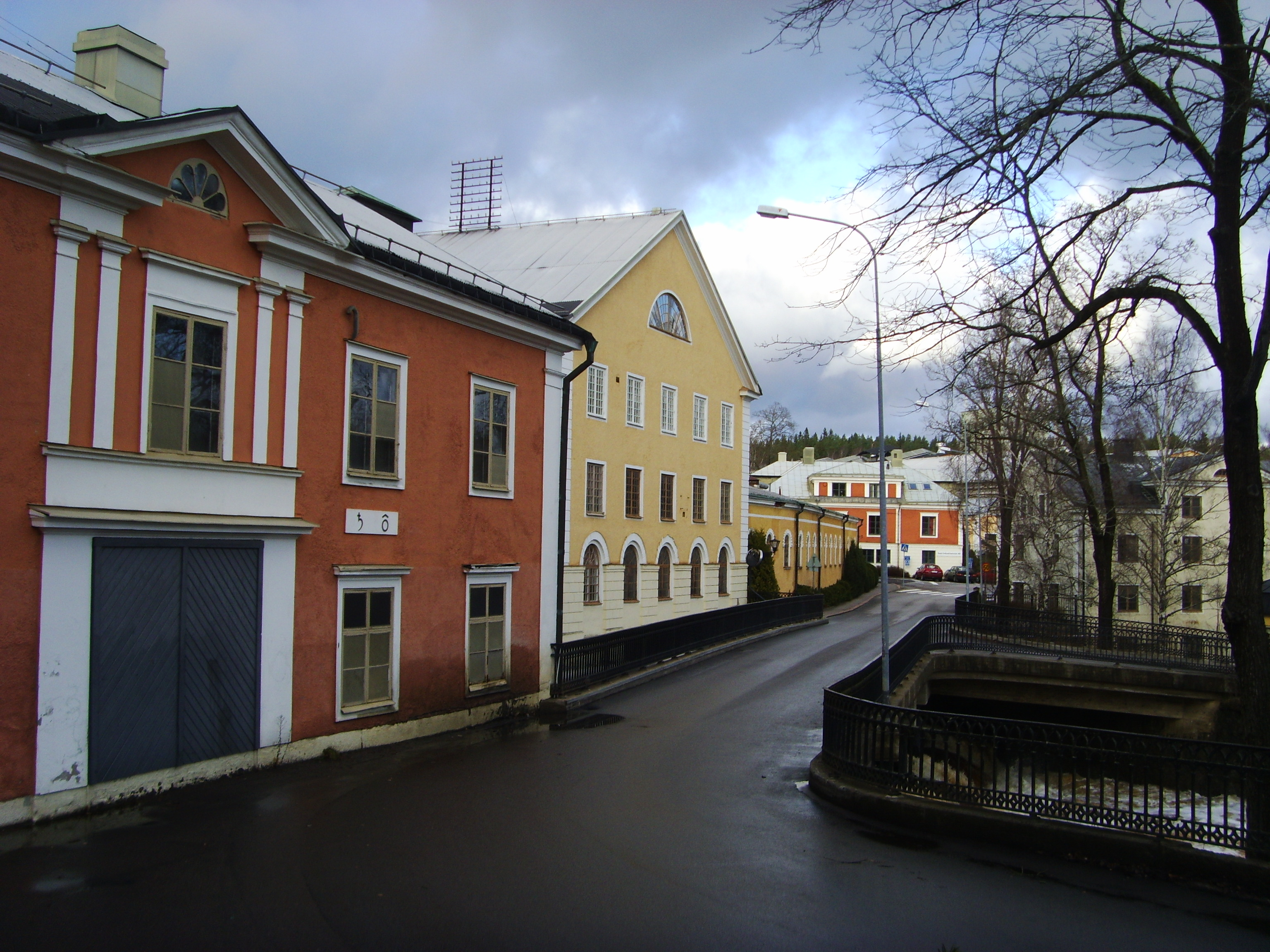
Bruksmiljön i Finspång.

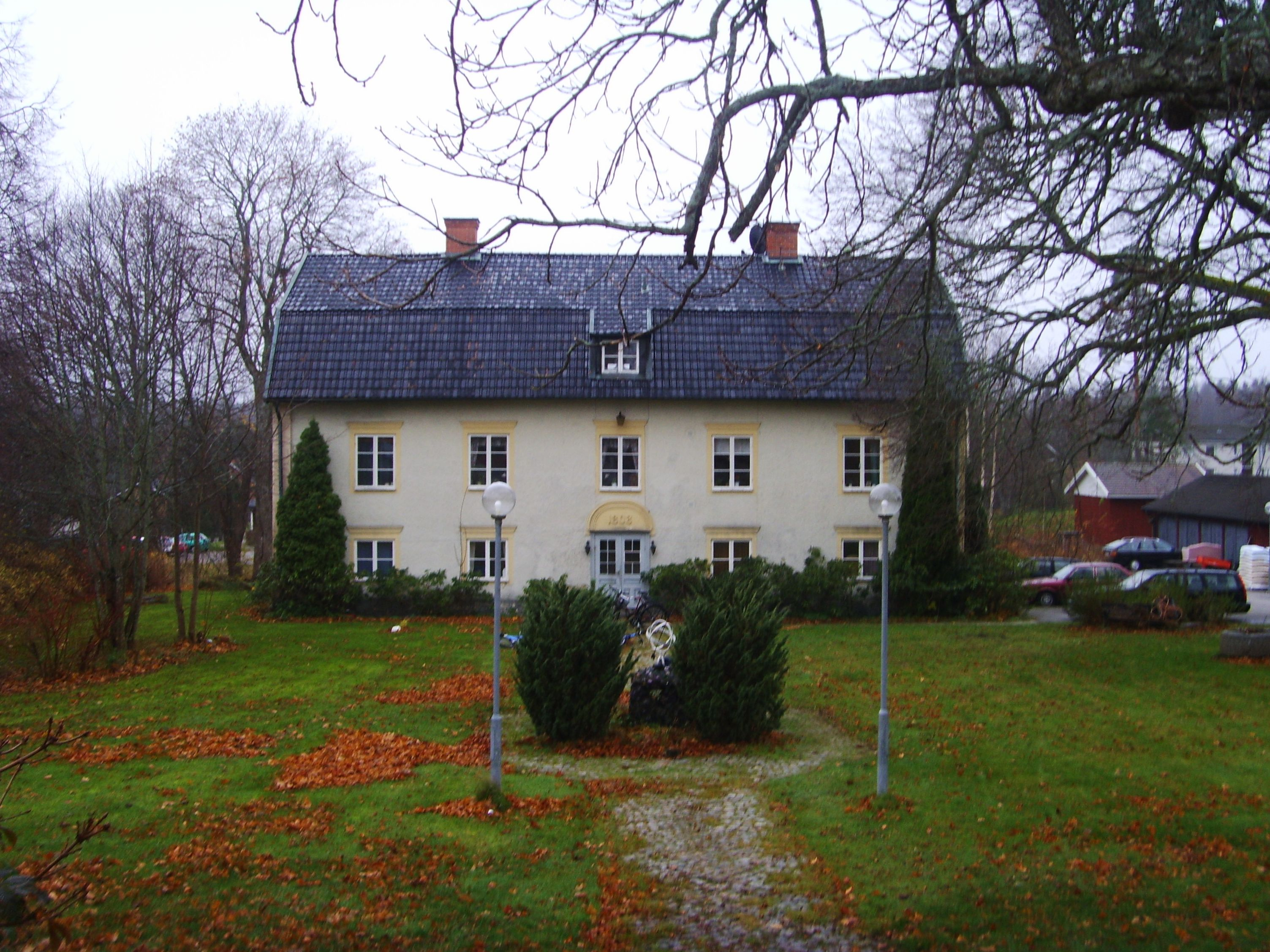
Bruksgården vid Reimyre glasbruk.

Finspånga läns härad var ett härad i norra Östergötland. 
Häradet omfattade hela nuvarande Finspångs kommun samt delar av Motala och Norrköpings kommuner, vilka samtliga är en del av Östergötlands län. Häradet hade en köping – Finspångs köping – som numera också utgör dess största tätort belägen cirka 30 km nordväst om Norrköping. Den totala arealen mätte 1 797 km², varav land 1 591. Befolkningen uppgick år 1930 till 26 455 invånare.
Tingsställe var vid Risinge kyrka, därefter för Risinge tingslag Finspång till 1879. Hällestad och Tjällmo tingslag hade före 1879 vinter- och höstting i Tjällmo (från 1721) och sommarting i Hällestad (från 1696). från 1879 till 1948 var Hällestad tingsplats för det sammanslagna tingslaget för att något år därefter flyttas till Finspång. 

## Geografi
Finspånga läns härad omfattade den nordligaste delen av landskapet Östergötland norr om Östgötaslätten. Området sträcker sig från Tylöskogen och sjön Tisnaren vid gränsen mot Närke och Södermanland i norr till sjöarna Roxen och Glan i söder. Häradet omfattade i sydost en flik av Östgötaslätten kallad Vångaslätten, men utgjorde i övrigt en skogsplatå, som begränsas mot slätten i söder av 40-60 meter höga förkastningsbranter.
Området genomskärs av parallella sprickdalar i riktningarna nordnordväst-sydsydost samt väst-öst. Utmed förkastningsbranterna i dess inre delar ligger Tjällmo socken och Hällestads socken omgärdade av uppodlade slättbygder. Väster om Tjällmoslätten reser sig norra Östergötlands högsta block, vilket i Justineberg når 261 meter över havet. I dalgångarna finns flera långsträckta sjöar, bland andra Tisnaren och Hunn i norr vilka avvattnas genom Nyköpingsåns avrinningsområde. I söder finns Bönnern och Dovern kring Finspång, vilka avvattnas till Glan genom Emmaåns förlängning i Finspångsån och Ysundaån och är en del av Motala ströms avrinningsområde.
Finspånga läns härad gränsade i sydväst till Aska härad, i söder till Bobergs, Gullbergs och Åkerbo härader och i sydost mot Memmings och Bråbo härader. I nordost låg Oppunda härad i Södermanlands län samt i nordväst Sköllersta och Askers härader i Örebro län.

## Historia
Den nordligaste delen av Östergötland och gränsskogarna mot landskapen norr därom började troligtvis koloniseras under medeltiden och var tidigt en del av Bråbo härad. Namnet Finspång omnämns första gången år 1360, och år 1390 omnämns två byar på ömse sidor om ån vilka sammanbands av en spång. Bland områdets tidigaste kyrkobyggnader märks Risinge gamla kyrka som härrör från 1100-talet. Under tidig medeltid hittades malmfyndigheter i området och bergslag bildades i Hällestad och Vånga. På grund av närheten till gruvorna, tillgången till vattenkraft och närheten till en utskeppningshamn i Norrköping anlades i mitten av 1500-talet ett bruk vid Finspångsån. År 1580 gav kung Johan III order om att järnhanteringen och då främst vapenindustrin skulle utvecklas på platsen, och år 1641 köpte den svenska industrins fader Louis De Geer bruket från kronan.
Med hjälp av invandrade vallonska smeder blev Finspångs bruk ett av Sveriges mest framgångsrika under 1600- och 1700-talet, och man hade bland annat ensamrätt på kanontillverkning, innan denna flyttades till Bofors i Karlskoga bergslags härad. Samhället började växa upp kring bruket under 1800-talet. Finspångs slott uppfördes på en holme i ån under slutet av 1600-talet och är ett av landets förnämsta karolinska lantslott. 
Finspånga läns härad bildades under 1600-talet då Hällestads, Regna, Risinge samt Skedevi socknar överfördes från Bråbo härad till det nybildade häradet. Häradet förefaller ursprungligen ha varit indelat i flera olika tingslag (och till viss del härader) som var och en har haft en egen tingsplats. Från år 1599 finns domböcker från rätten i Hällestad, vilken från 1640-talet även inkluderade Godegårds bergslag och tids nog även Tjällmo socken. Tingen hölls vid Hällestads kyrka, men flyttades under 1700-talet delvis till den gamla tingsplatsen vid Tjällmo kyrka. Under denna tid hölls ting för övriga häradet vid Risinge gamla kyrka och från år 1815 även på värdshuset i Finspång, men de två tingslagen förenades år 1879 till ett gemensamt som gällde för hela Finspånga läns härad.
Förutom Finspångs bruk fanns bruksverksamheter i häradet även vid Grytgöls bruk samt i Borggård där verksamhet förekommit sedan 1550-talet. Reijmyre glasbruk anlades på 1800-talet och är landets näst äldsta glasbruk som fortfarande är i drift. I slutet av 1800-talet anslöts Finspångsbygden till järnvägsnätet då Norra Östergötlands Järnvägar (NÖJ) anlades, vilken efter en rad utbyggnader sträckte sig från Örebro till Norrköping. Under 1900-talet lades dock sträckan ner i etapper, då först persontrafiken och sedermera även godstrafiken fasades ut. Efter att delen mellan Hjortkvarn och Finspång lades officiellt ner år 1988, finns numera bara sträckan mellan Finspång och Kimstad kvar.

## Socknar
Finspånga läns härad omfattade sju socknar. 
I Finspångs kommun
- Skedevi
- Risinge
- Hällestad
- Regna (före 1878 även del i Sköllersta härad)

samt Finspångs köping
I Motala kommun
- Godegård
- Tjällmo

I Norrköpings kommun
- Vånga

## Län, fögderier, tingslag, domsagor och tingsrätter
Socknarna ingick i Östergötlands län. En del av Regna socken tillhörde före 1878 Örebro län och den delen ligger kvar i landskapet Närke. Församlingarna tillhör(de) Linköpings stift.
Häradets socknar hörde till följande fögderier:
- 1720-1899 Finspångs läns, Bråbo och Memmings fögderi
- 1900-1966 Finspångs fögderi för Godegårds och Tjällmo socknar bara till 1946
- 1946-1990 Motala fögderi för Godegårds och Tjällmo socknar
- 1946-1990 Norrköpings fögderi dock ej Godegårds och Tjällmo socknar

Häradets socknar tillhörde följande tingslag, domsagor och tingsrätter:
- 1680-1878 Hällestads och Tjällmo tingslag (Godegårds, Tjällmo, Hällestads socknar samt mindre del av Regna socken)
Risinge tingslag (Skedevi, Risinge, Vånga socknar samt huvuddelen av Regna socken) inom
  - 1680-1849 Bobergs, Gullbergs, Finspånga läns och Bråbo häraders domsaga (mellan 1762 och 1792 uppdelad i två domsagor)
  - 1850-1878 Finspånga läns domsaga
- 1879-1947 Finspånga läns tingslag i Finspånga läns domsaga till 1879 därefter i Bråbygdens och Finspånga läns domsaga
- 1948-1970 Bråbygdens och Finspånga läns tingslag (dock ej Godegårds och Tjällmo socknar) i Bråbygdens och Finspånga läns domsaga
- 1948-1970 Aska, Dals och Bobergs tingslag i Aska, Dals och Bobergs domsaga för Godegårds och Tjällmo socknar

- 1971- Norrköpings tingsrätt och domsaga dock ej för Godegårds och Tjällmo socknar
- 1971-2002 Motala tingsrätt och domsaga för Godegårds och Tjällmo socknar
- 2002- Linköpings tingsrätt och domsaga för Godegårds och Tjällmo socknar

## Häradshövdingar
| Ämbetstid | Namn                   | Levnadstid |
| --------- | ---------------------- | ---------- |
| 1647–1652 | Bengt Reenfelt         |            |
| 1653~1658 | Udde Knutsson Ödell    | 1617–1668  |
| 1658–1674 | Johannes Lagercrona    | 1618–1674  |
| 1674–1676 | Claas Uggla            | 1614–1676  |
| 1680-1689 | Anders Westeman        | 1652–1705  |
| 1689-1705 | Johan Aswer            | 1654–1705  |
| 1705-1716 | Anders Fägerstierna    | 1681–1728  |
| 1716-1721 | Lars Sandberg          | 1681–1721  |
| 1721-1742 | Gustaf Adolf Lagerfelt | 1693–1769  |
| 1742-1751 | Anders Ahlgren         | 1702–1751  |
| 1752-1762 | Samuel Uggla           |            |
| 1762-1780 | Anders Juringius       | 1733–1804  |
| 1781-1795 | Per Adolf Blidberg     | 1747–1826  |
| 1795-1839 | Per Aschan             | 1764–1839  |
| 1840-1848 | Paul Gustaf Norin      | 1780–1849  |
| 1849-1860 | Claes Emil Eckerström  |            |
| 1861-1863 | Carl Georg Levin       |            |
| 1864-1905 | Axel Reutercrona       | 1819–1905  |
| 1893-1921 | Hans Joachimsson       |            |
| 1924–1927 |                        |            |
| 1927-1947 | Sigurd Nyrén           | 1878–1947  |
| 1947-1967 | Walter Behrman         | 1900–1973  |
| 1967-1970 | Göran Åström           |            |